# Berkan Afşarlı
Berkan Afsarli (sinh 1 tháng 3 năm 1991) là một cầu thủ bóng đá Thổ Nhĩ Kỳ thi đấu ở vị trí tiền đạo cho Denizlispor.

## Sự nghiệp
Vào tháng 2 năm 2015, anh được chẩn đoán ưng thư nhưng đã phục hồi và gia nhập Denizlispor tháng 8 năm 2016.